# Craspedosoma latzeli
Craspedosoma latzeli är en mångfotingart som beskrevs av Karl Wilhelm Verhoeff 1891. Craspedosoma latzeli ingår i släktet Craspedosoma och familjen knöldubbelfotingar. Inga underarter finns listade i Catalogue of Life.